# العضلة المثنية السطحية للأصابع
العضلة المثنية السطحية للأصابع (بالإنجليزية: Flexor digitorum superficialis muscle)‏، هي في علم تشريح الإنسان، أحد عضلات الطرف العلوي.